# Jorge Montes
Jorge Antonio Montes Moraga (San Carlos, Chile, 26 de junio de 1926-Santiago, Chile, 17 de abril de 2000) fue un profesor, sindicalista y político comunista chileno.

## Biografía

### Carrera profesional y actividad política
Hijo de don Manuel Montes Rojas y doña Clotilde Moraga Porras. Estudió en la Escuela Normal de Chillán, donde obtuvo su título de Maestro de Escuela en 1947. Fue profesor de la Escuela N.° 33 de Maule en 1948 y luego se trasladó a la Escuela Hogar N.° 12 de Talca. El mismo año se casó con Josefina Miranda Tejías. Ejerció la docencia en el Liceo Politécnico  de menores "Alcibíades Vicencio" de San Bernardo, entre 1949 y 1957. 
Desde 1948, en plena clandestinidad, comenzó a militar en el Partido Comunista de Chile, aunque formalmente apareció integrando el Partido Socialista de Chile. Recién a partir de 1958, al derogarse la Ley de Defensa de la Democracia, pudo aparecer públicamente como comunista. Fue relegado a Pisagua en 1956 por su condición de presidente de la Unión de Profesores de San Bernardo. Ese mismo año fue elegido regidor de dicha comuna y más tarde Diputado por Concepción en 1957, 1961 y 1965. En 1961 fue nombrado miembro del Comité Central del Partido Comunista, y más tarde se convirtió en Director del semanario comunista "El Siglo" (1964-1965). 
En 1969 fue electo Senador por las Provincias del Ñuble, Concepción y Arauco, sin embargo, su periodo fue interrumpido por el Golpe de Estado de 1973. Fue detenido en 1974 por la dictadura militar, terminando en el exilio en 1977, marchando a la República Democrática Alemana. Vivió en la Unión Soviética desde octubre de 1977 hasta 1988, fecha en que regresó a Chile.

### Labor como escritor
Fue autor de al menos cuatro libros, entre los que destaca La luz entre las sombras, relato-testimonio. La primera edición aparición de dicho libro fue en el año 1980, en español; luego fue traducido al ruso, prologado por Luis Corvalán; finalmente fue traducido al griego. En él relata su propia historia y la historia de su familia, de cómo fueron perseguidos, encarcelados, torturado y exiliados durante la |dictadura de Augusto Pinochet. Sus otras publicaciones son El tiempo no es redondo (1996), El 73 y Calle angosta.
Fue miembro del Colegio de Profesores de Chile y de la Sociedad de Escritores de Chile. Mantuvo su militancia en el Partido Comunista, pero durante sus últimos años se dedicó a la cultura y las artes. Fue premiado, con uno de los tres primeros galardones, en el concurso nacional "Poemas de Amor", convocado por La Hoja Verde, en enero de 1994. 
Murió en Santiago el 17 de abril de 2000.

## Historial electoral

### Elecciones parlamentarias de 1969
- Elecciones parlamentarias de 1969  Candidato a Senador Séptima Agrupación Provincial, Concepción, Ñuble y Arauco

Período 1969-1977 (Fuente: Diario El Mercurio, 4 de marzo de 1969)